# قوس النصر الجنوبي
قوس النصر الجنوبي هو معلم أثري تونسي مصنف من قبل المعهد الوطني للتراث يقع في ولاية سليانة في الشمال الغربي التونسي، تحديدا في قرية قصور عبدالملك تم تصنيف المعلم في يوم 18 ديسمبر 1894.

## مقالات ذات صلة
- قائمة المعالم الأثرية المصنفة في تونس